# Cousinia davisiana
Cousinia davisiana là một loài thực vật có hoa trong họ Cúc. Loài này được Hub.-Mor. mô tả khoa học đầu tiên năm 1972.